# Metoda Kjeldahla
Metoda Kjeldahla – metoda oznaczania azotu amonowego i aminowego, np. występującego w wodzie, glebie lub produktach spożywczych. Przy jej zastosowaniu azot związany w związkach organicznych jest przekształcany w postać amonową (mineralizowany) i analizowany łącznie ze związkami amonowymi obecnymi w próbce. Suma azotu amonowego i organicznego  (nieazotanowego) jest określana w hydrochemii jako azot Kjeldahla lub  azot ogólny (nazwą azot ogólny bywa też określany azot występujący w próbce we wszystkich formach).
Proces prowadzi się w 3 etapach:
I) Mineralizacja:

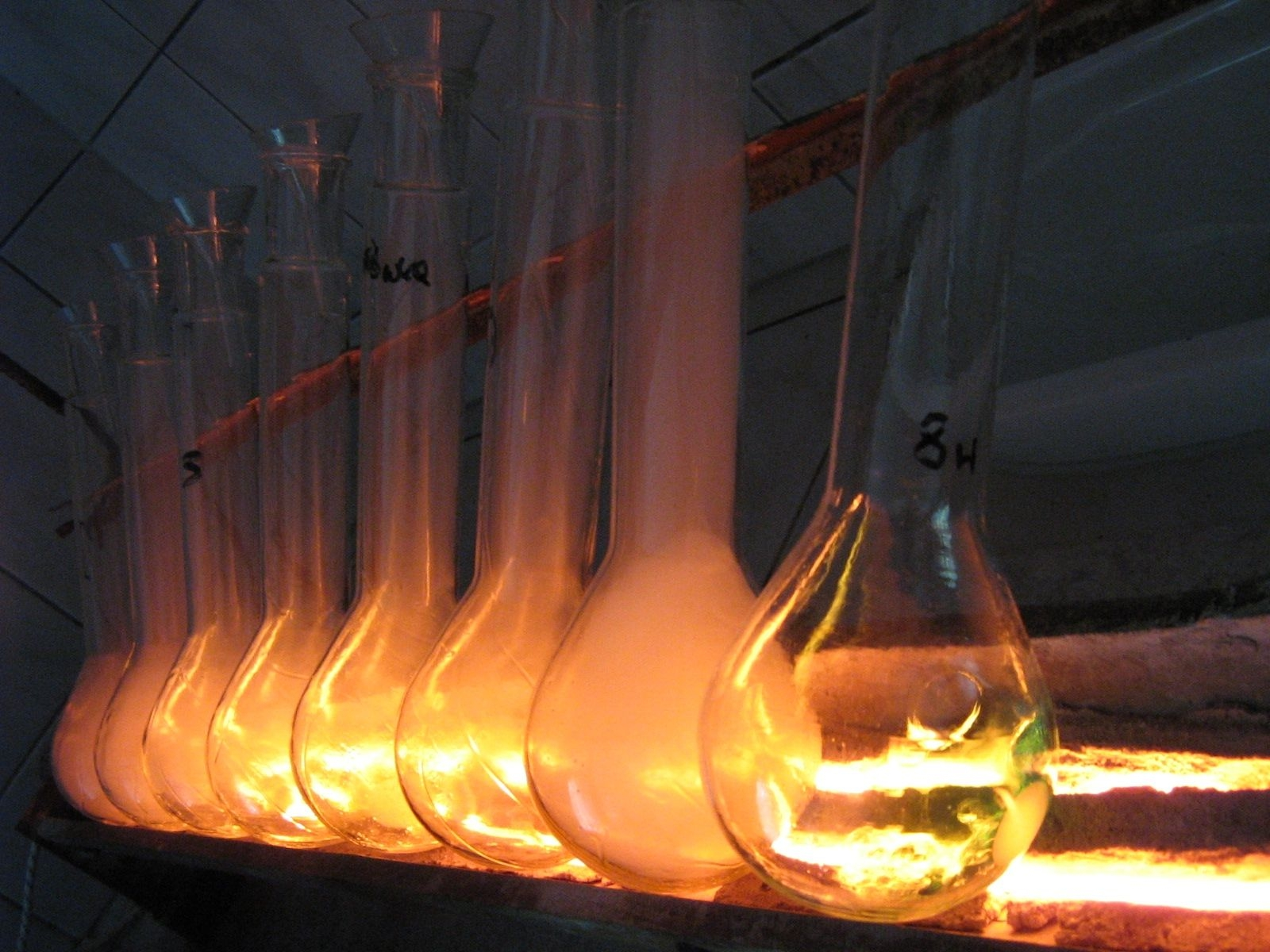
Mineralizacja azotu organicznego w kwasie siarkowym

Badaną próbkę mineralizuje się ogrzewając ją w temperaturze ok. 350 °C ze stężonym kwasem siarkowym i odpowiednimi katalizatorami (np. siarczanem miedzi(II)). Podczas tego procesu węgiel i wodór związane w substancjach organicznych utleniają się do dwutlenku węgla i wody, a z azotem kwas siarkowy tworzy nielotny siarczan amonu. 
II) Alkalizacja i destylacja
Zmineralizowaną próbkę alkalizuje się poprzez dodanie wodorotlenku sodu, co powoduje przekształcenie jonu amonowego w amoniak. Następnie próbka jest podgrzewana i poddawana destylacji, podczas której amoniak przechodzi do fazy gazowej. 
III) Wiązanie amoniaku i oznaczanie ilości azotu
Wydzielony amoniak oznacza się np. przez przereagowanie z kwasem solnym i zmiareczkowanie wodorotlenkiem sodu niezobojętnionego kwasu w obecności wskaźnika Tashiro. Jest to miara zawartego w analizowanej próbce azotu amonowego i organicznego.
W naturalnych warunkach azot Kjeldahla pozwala w przybliżeniu określić ilość rozkładającej się materii organicznej w środowisku. Metoda ta jest także stosowana do oznaczania białka w produktach żywnościowych, takich jak mleko lub karma dla zwierząt. Jednak przez swoją niewielką swoistość jest podatna na zafałszowania, gdyż wykazany azot może pochodzić z rozkładu nie tylko białek, ale też niektórych innych substancji, takich jak melamina.
Metodę Kjeldahla opisano po raz pierwszy w 1883 roku, a od tego czasu wprowadzano do niej różne modyfikacje, np. zastępując rtęć mniej toksycznymi katalizatorami.